# Jean-François Hauduroy
Jean-François Hauduroy, né le 31 octobre 1927 à Paris et mort le 27 octobre 2000 à Genève,, est un scénariste et réalisateur français.

## Filmographie

### Réalisateur
- 1953 : Rue de l'Estrapade de Jacques Becker - assistant réalisateur
- 1954 : Touchez pas au grisbi de Jacques Becker - assistant réalisateur
- 1954 : Ali Baba et les Quarante voleurs  de Jacques Becker - assistant réalisateur
- 1956 : C'est arrivé à Aden de Michel Boisrond - assistant réalisateur
- 1957 : Les Aventures d'Arsène Lupin de Jacques Becker - assistant réalisateur
- 1959 : Simenon (court métrage)
- 1963 : Les Baisers, sketch Baiser du soir

### Scénariste
- 1969 : Mon oncle Benjamin d'Édouard Molinaro
- 1969 : Le Corps de Diane de Jean-Louis Richard
- 1970 : La Liberté en croupe d'Édouard Molinaro
- 1971 : Les Aveux les plus doux d'Édouard Molinaro